# Louis Albert Necker
Pour les articles homonymes, voir Necker.
Louis Albert Necker-de Saussure, (10 avril 1786 à Genève – 20 novembre 1861 à Portree en Écosse), est un naturaliste, géologue suisse, professeur de géologie et de minéralogie à l'Académie de Genève.

## Biographie
Il est le fils du magistrat et botaniste Jacques Necker (lui-même fils du mathématicien Louis Necker) et d'Albertine de Saussure (fille de Horace Bénédict de Saussure). 
Son nom reste associé à une illusion d'optique, connue sous le nom de cube de Necker.
Après avoir fréquenté l'Académie de Genève, il étudie la géologie à Édimbourg auprès de John Playfair et de James Hall (1806-08) et dresse une carte géologique de l'Écosse. De retour à Genève, il est nommé professeur adjoint de minéralogie et de géologie (1810) et supplée ainsi son oncle Nicolas-Théodore de Saussure, qui convoitait la chaire de chimie. Il continuera à enseigner sporadiquement jusqu'en 1835.
Après la publication de son Voyage en Écosse et aux Iles Hébrides (1821), il s'attaque à l'étude de la chaîne alpine du point de vue lithologique et structural, fixant plus particulièrement son attention sur les parties orientales et occidentales du massif, dont l'étude avait été relativement négligée par son grand-père Horace-Bénédict de Saussure. D'autres travaux concernent le magnétisme terrestre et ses éventuels rapports avec la stratigraphie et les températures (lignes isothermes), les aurores boréales et le phénomène de parhélie. Dans le domaine minéralogique, Necker élabore une classification naturaliste des minéraux, fondée sur les caractères extérieurs (Le Règne minéral ramené aux méthodes de l'histoire naturelle, 1835). Il met également au point une "boussole" pour l'étude des pendages géologiques (1832).
En 1841, Necker retourne en Écosse et s'installe sur l'île de Skye.
On lui doit la publication d'espèces minérales comme la Sylvanite (1835). Necker était aussi un passionné d'ornithologie, dont il fit une riche collection de spécimens.

## Œuvres
- Mémoire sur les oiseaux des environs de Genève, Genève : Chez J.J. Paschoud, 1823. (OCLC 12072634)
- Voyage en Écosse et aux Iles Hébrides. Genève, Paris, J.J. Paschoud, 1821. (OCLC 3759700)
- Memoire sur la vallée de Valorsine, Genève : J. Barbezat et comp., 1828. (OCLC 30521860)
- Mémoire sur le Mont Somma. Genève. : Barbezat et Delarue. 1828. (OCLC 68706185)
- Le règne minéral ramené aux méthodes de l'histoire naturelle, Paris : Levrault, 1835. (OCLC 8739030)
- Études géologiques dans les Alpes, Paris : Pitois : Langlois et Leclercq ; Strasbourg : Levrault, 1841. (OCLC 77840885)

## Sources
- Kenneth L. Taylor, article "Necker" in Charles C. Gillispie (dir.), Dictionary of Scientific Biography, New York, Scribner's sons.
- Société de physique et d'histoire naturelle de Genève, Mémoires de la Société de physique et d'histoire naturelle de Genève. Genève : La Société, 1821-. (p. 452-456) (OCLC 4277814)